# Vartislao IV de Pomerania
Wartislao IV o Vartislao IV (antes de 1290-1 de agosto de 1326) fue Duque de Pomerania-Wolgast desde 1309 hasta su muerte. Era el único hijo del Duque Bogislao IV de Pomerania y su mujer Margareta, hija de Vitslao II, Príncipe de Rügen. Vartislao IV tuvo cuatro hermanas: Jutta, Elisabeth, Margareta y Eufemia.
Vartislao IV se casó con Elisabeth, hija del conde Ulrich I de Lindow-Ruppin; tuvieron tres hijos: Bogislao V, Barnim IV y Vartislao V.
En 1309 Vartislao IV sucedió a su padre como duque de Pomerania-Wolgast y en 1317 recibió las Tierras de Schlawe y Stolp como feudo del Margrave Valdemar de Brandeburgo-Stendal. A la muerte de Valdemar en 1319, su primo menor y heredero Enrique II quedó bajo la tutela de Vartislao, aunque sus planes para conseguir el control de Brandeburgo fueron destruidos por el rey Luis IV de Alemania, que finalmente concedió el margraviato a su hijo Luis V de Wittelsbach en 1323.
En 1321 Vartislao firmó un tratado de herencia con su tío materno, el príncipe Wizlao III de Rugia, y a su muerte en 1325 supervisó la unificación con el Principado de Rügen, entonces un feudo danés. Sin embargo, Cristóbal II de Dinamarca, a pesar de sus actuaciones anteriores, enfeudó a los príncipes de Mecklemburgo y Werle, desencadenando un conflicto sucesorio en el que los hijos menores de Vartislao, respaldados por Gerhard III de Holstein y Barnim III de Pomerania-Stettin, rivales del monarca, tuvieron que luchar por su herencia, hasta que Mecklemburgo renunció a Rugia en 1328.
- Datos: Q319946
- Multimedia: Warcislaus IV of Pomerania / Q319946